# Нитобэ Инадзо
Нитобэ Инадзо (яп. 新渡戸 稲造 Нитобэ Инадзо:, 1 сентября 1862 года — 15 октября 1933 года) — японский просветитель, автор знаменитого трактата «Бусидо: Душа Японии», в котором излагаются основополагающие принципы традиционной японской морали и этики. Выступал за развитие духовных связей Японии с зарубежными странами.

## Жизнеописание

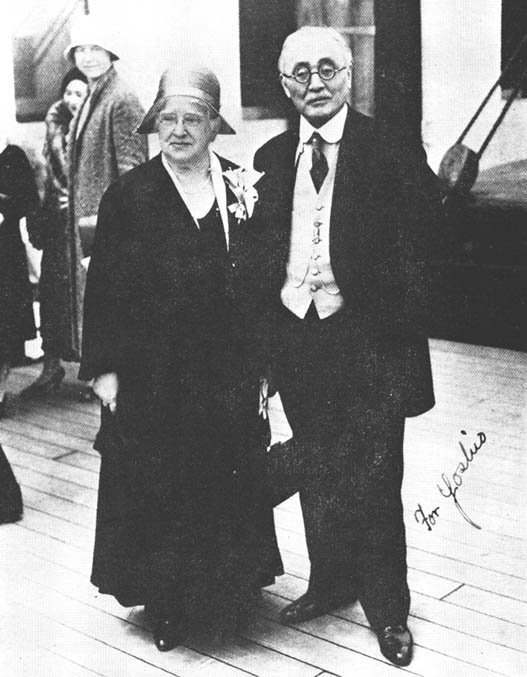
Нитобэ с супругой

Родился в 1862 году, был третьим сыном известной семьи самураев в городе Мориока на севере Японии. Отец умер, когда ему было шесть лет. После девяти лет его принял дядя, Токитоси Ота, который жил в Токио. Именно ему Нитобэ посвятил свою книгу «Бусидо. Душа Японии». Проникнутый духом открытости по отношению к Западу, дядя убедил его начать изучение английского языка в возрасте 10 лет. В пятнадцать лет он поступил в Саппоро в сельскохозяйственную школу, где учился вместе с Утимура Кандзо, будущим знаменитым японским христианским интеллектуалом, а также с Уильямом Смитом Кларком (1826—1886).
Нитобэ продолжил обучение в Императорском университете в Токио и в Университете Джонса Хопкинса. Вступил в Религиозное общество Друзей (квакеров) в Филадельфии в 1886 году. В 1890 году получил докторскую степень в Университете Галле (Саксония-Анхальт). В следующем году женился на Марии П. Элкингтон из Филадельфии, которая стала его помощником в публикации книги и его эссе на английском языке. Вернулся в Японию в 1891 году и преподавал в Императорском университете в Хоккайдо, а затем в Императорском университете в Киото и, наконец, в Императорском университете Токио.
В 1921 году посетил XIII всемирный конгресс эсперантистов в Праге. В 1920-х годах, когда он был назначен заместителем генерального секретаря Лиги Наций, отношения между Японией и США уже были достаточно развиты. К разочарованию антимилитариста Нитобэ, в 1931 году Япония приступила к осуществлению программы военной экспансии в Маньчжурии.
Умер 15 октября 1933 в Виктории, Британская Колумбия, Канада.

## Сочинения
- Нитобэ И. Бусидо: Душа Японии: Классическое эссе о самурайской этике / Пер. с англ. К. Семёнова. — М.: София; К.: София, 2004. — 207 с. ISBN 5-9550-0396-7 : 5000
- Нитобэ И., Норман Ф. Японский воин / пер. с англ. Т. М. Шуликовой. — М.: Центрполиграф, 2009. — 187 с. (Военное искусство Японии). ISBN 978-5-9524-4119-4
- Нитобэ И. Бусидо. Кодекс чести самурая / пер. с англ. А. Зайцева. — М.: АСТ, Кладезь, 2019. — 191 с. (Книга мудрости). ISBN 978-5-17-117307-4 : 3000 экз
- Нитобэ И. Бусидо. Кодекс чести самурая / пер. с англ. А. Зайцева. — М.: АСТ, Кладезь, 2022. — 192 с. (Серия «Наследие мудрых»). ISBN 978-5-17-149912-9 : 3000 экз
- Нитобэ И. Бусидо. Кодекс самурая / пер. с англ. Н. Шишкова. — М.: ОЛМА : БИНОМ. Лаборатория знаний, 2020. — 254 с. (Коллекция). ISBN 978-5-9963-5936-3 : 1000 экз.
- Нитобэ И. Бусидо: Кодекс чести самурая / пер. с англ. А. А. Комаринцец. — М.: Яуза-каталог, Дримбук. — 192 с. — (Бумага) ISBN 978-5-00-155443-1